# Walchers
Het Walchers is een onderdialect van het Zeeuws, dat op het (voormalige) eiland Walcheren gesproken wordt. De stadsdialecten van Middelburg en Vlissingen deelt men niet bij het Walchers in - daarvoor wijken ze er veel te veel van af - maar worden benoemd als Burgerzeeuws. Binnen de plattelandsdialecten van de rest van het vroegere eiland komen eveneens verschillen voor, waarbij de dialecten van Arnemuiden en Nieuw- en Sint Joosland zodanig afwijken dat ze soms tot het Zuid-Bevelands gerekend worden.

## Kenmerken
Het Walchers wordt soms met het Zuid-Bevelands en eventueel het Noord-Bevelands ingedeeld bij het Midden-Zeeuws. Het belangrijkste demarcatiecriterium is het verschil tussen overwegend tussen wel (zuidelijk) en geen (noordelijk) umlaut in een groot aantal woorden die in het Standaardnederlands een oo hebben. Zo zegt men in het Schouwen-Duivelands butter en zomer en in het Walchers beuter en zeumer. Deze grens is onscherp: niet alle woorden met een oo-eu-verschil hebben dezelfde isoglosse. Zo wordt tot op Noord-Beveland nog zomer gezegd, maar komt zeune voor "zoon" tot in het Hollands voor. De zuidgrens van het Midden-Zeeuws wordt gevormd door de Westerschelde, waarin een isoglossenbundel ligt die grofweg het einde van de Hollandse invloeden markeert.
Verder bestaan er tussen het Zuid-Bevelands en het Walchers een groot aantal kleine verschillen, waarbij het meestal het Zuid-Bevelands is waarin men de bijzonderheden aantreft en het Walchers met de andere Zeeuwse dialecten en/of de standaardtaal meegaat. Zo klinkt de Standaardnederlandse aa in veel woorden in het Walchers als ae, maar in het Zuid-Bevelands als î. Verder heeft het Walchers, net als het Fries, twee infinitieven (maeke - te maeken) waar het Zuid-Bevelands die alleen op -en laat uitgaan. Kleinere maar opvallende verschillen zijn mee (Walchers) tegenover mie (Zuid-Bevelands) voor "met", de uitgang -ienge tegenover -ege voor "-ing" en het voorvoegsel ge-, niet e- bij voltooide deelwoorden, evenals het typische deel van de woordenschat (bijvoorbeeld frinzen tegenover errebezeme voor "aardbeien", aerepel tegenover petaote voor "aardappel").
Binnen het Walchers bestaan ook duidelijke verschillen. Behalve de boven genoemde dialecten van Arnemuiden en Nieuw- en Sint Jooslands wijkt het dialect van Westkapelle het meeste van de andere Walcherse dialecten af, vooral door een zeer typische woordenschat en het voorvoegsel e- in plaats van ge- bij voltooide deelwoorden.

## Dialectbehoud en -cultivatie
Op Walcheren wordt relatief minder Zeeuws gesproken dan op de andere eilanden. Dit komt met name doordat het dialect grotendeels afwezig is in de steden. Ook in een toeristenplaats als Zoutelande staat het dialectgebruik door de immigratie van niet-Zeeuwen sterk onder druk. In andere dorpen, Westkapelle en Arnemuiden voorop, regeert het dialect de dagelijkse communicatie nog steeds, ook bij de jongeren.
In vergelijking met Zuid-Beveland wordt er op Walcheren weinig in het dialect geschreven, gedicht en gezongen. Jan Zwemer uit Oostkapelle en Marco Evenhuis uit Oost-Souburg, die de drijvende krachten achter het blad Noe zijn, houden zich ermee bezig.